# Bük
Bük là một thành phố thuộc hạt Vas, Hungary. Thành phố này có diện tích 20,86 km², dân số năm 2010 là 3410 người, mật độ 163 người/km².